# 2008年胶济铁路列车相撞事故
“4·28”胶济铁路特别重大交通事故在2008年4月28日发生在中國山東省淄博市王村站附近的兩輛列車相撞事故，72死416伤。因发生在北京奥运聖火传递期间，引起了国内外关注。
这是中国铁路事故自1997年湖南荣家湾列车相撞以來最嚴重的中國列車相撞事故。

## 经过
2008年4月28日凌晨4时38分，由北京开往青岛的T195次旅客列车运行至济南铁路局管内胶济下行线王村至周村东间290公里800米处（處位編號K289+610），因超速，机后9至17位车辆出轨，并侵入上行线。過3分鐘後，由烟台开往徐州的5034次旅客列车运行至上述路段，与侵入限界的T195次列车第15、17位间发生相撞，造成5034次列车机车及机后1至5位车辆脱轨。
事故造成至少72人死亡，416人受伤（其中重伤70人，受伤旅客中有4名法国籍旅客），中断胶济线上下行行车21小时22分，构成铁路交通特别重大事故。由于铁路运行中断，济南、青岛都出现了大批旅客被滞留的情况。胶济铁路于2008年4月29日凌晨2时16分恢复运行。

## 救治
铁道部部长刘志军、山东省委书记姜异康、省长姜大明等也赶赴事故现场。淄博市啟動34所救護站，130輛救護車，700多醫護人員進行搶救。

### 差别醫療待遇
事故中受伤的4名法籍人士，已在事发后被紧急转入中国最好的医院之一的北京协和医院治疗。北京协和医院组织了包括营养科、医疗心理科等几乎所有科室的专家为患者进行大会诊，中华人民共和国卫生部副部长刘谦亲自前去看望并送上鲜花，并承诺将全力为其提供最好的治疗。受伤的4名法籍人士除1人重伤外均为轻伤，而更多受伤更为严重的中国籍旅客则是在当地条件相对简陋的医院里接受治疗。部份大陆民众对于政府对外籍人士提供超国民待遇表示不满。

## 事故原因

### 被泄露的鐵路局電報
事發一天後（4月29日），某专业铁路網上社區披露了中华人民共和国铁道部對「初步原因分析」的電報。此「泄漏电报全文」未在官方媒体披露，但《南方都市報》的報導引用了相同名稱的電報，摘錄的內文字句亦一模一樣，該电报全文應該屬實。電報如下：

1. 济南局对施工文件、调度命令管理混乱，用文件代替临时限速命令极不严肃。济南局《关于实行胶济线施工调整列车运行图的通知》，即154号文件，23日印发，距实施的时间28日0时仅有4天。如此重要的文件，却在局网上发布，对外局及相关单位以普通信件的方式车递，而且把北京机务段作为了抄送单位。文件发布后在没有确认有关单位是否接到的情况下，4月26日又发布了4158号调度命令，取消了多处限速命令，其中包括王村至周村東间便线限速的4240号调度命令（154号文件对该地段限速80km/h的条件并未取消），导致各相关单位在没有收到154号文件的情况下，根据4158号命令，盲目修改了运器数据，取消了限速条件。
2. 济南局列车调度员在接到2245次机车反映现场临时限速与运行监控器数据不符时，济南局于4月28日4时02分补发了k293＋780--k290＋784处限速80km/h的4444号调度命令，但该命令没有发给T195次机车乘务员，漏发了调度命令。
3. 王村站值班员对4444号临时限速命令没有与T195次司机进行确认，也未认真执行车机联控。

同时，北京局在没有接到154号文件、也未确认限速条件的情况下，就盲目修改运器芯片；机车乘务员没有认真瞭望，失去了防止事故的最后时机。

### 国务院調查組结论

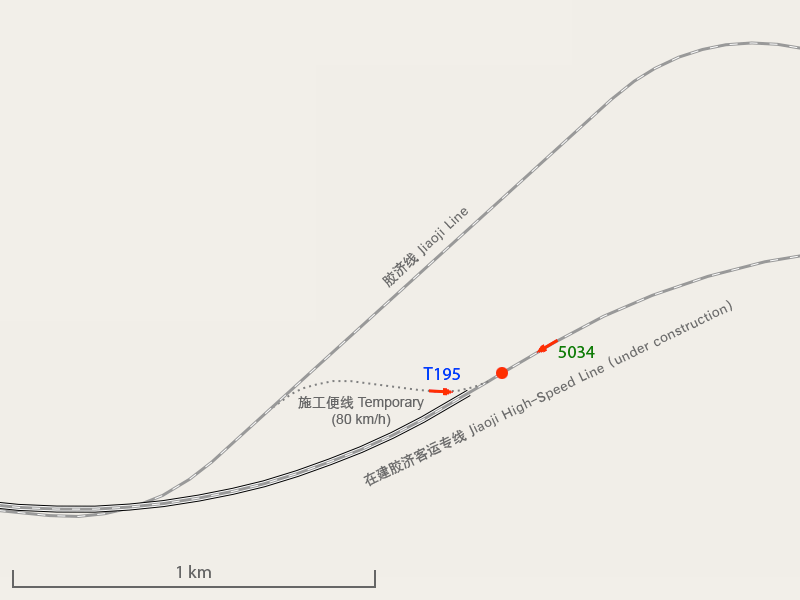
事故示意图

事故发生后，国家安监总局局长王君担任国务院“4·28”胶济铁路特大交通安全事故调查组（国务院調查組）组长。4月29日新華社報導其初步结论，直接原因是T195次列车超速行驶。
事发地点是一条为了修建胶济客运专线而修建的临时便线上的一个弯度较大的拐弯。该处限速为80km/h，而当时T195次的速度则达到了131km/h。当T195次高速过弯时，机车后面的第9至17位车辆由于离心力过大而脱轨，被甩到了外侧的上行线路上。而此时5034次恰好经过，由于距离太近未能及时停车，从而导致机车与T195次车辆发生碰撞，第1至5位车辆脱轨倾覆。
据报道，一般机车在行驶时，都需要一张含有调度命令的IC卡，该卡内部存储有地点限速等运行数据。若机车运行速度超过IC卡内记录的该地区限速，则系统自动发出减速指令。济南铁路局4月23日曾印发了《关于实行胶济线施工调整列车运行图的通知》，其中含对该路段限速80km的内容。但在4月26日，该局又发布了一个调度命令，取消了多处限速命令，其中包括事故发生段。各相关单位根据4月26日的调度命令，修改了运行监控器数据，取消了限速条件。4月28日4时02分济南局补发了该段限速每小时80km的调度命令，但该命令没有发给T195次列车。王村站值班员和机车司机也没有尽到车机联控和认真瞭望的责任，从而导致事故的发生。

## 处理

### 保險賠償
根据《铁路交通事故应急救援和调查处理条例》第三十三条的规定，事故造成铁路旅客人身伤亡和自带行李损失的，铁路运输企业对每名铁路旅客人身伤亡的赔偿责任限额为人民币15万元，对每名铁路旅客自带行李损失的赔偿责任限额为人民币2,000元。火车票亦含有最高赔偿额度2万元的保险。所以旅客可获得的赔偿共计人民币17.2万元。也有消息称遇难者可获得20万元的赔偿，伤者未定。此消息未得到官方证实。

### 行政處分
济南铁路局局长陈功、党委书记柴铁民、常务副局长郭吉光被免去职务，接受审查。2009年5月26日，国务院对此次安全事故的调查处理报告作出批复，共37名事故责任人受到追究。济南铁路局常务副局长、局党委常委郭吉光等6名事故责任人被依法追究刑事责任，另外31名相关责任人受到处分，给予时任济南铁路局局长陈功行政撤职、撤销党内职务处分，给予时任济局党委书记柴铁民撤销党内职务处分。鐵道部虽然沒有高級官員因引咎辭職或被勒令辭職，但是时任铁道部副部长胡亚东因此被处以行政记大过处分，铁道部部长刘志军被处以行政记过处分。

### 司法
2009年5月7日，造成此次事故的六名相关责任人，在济南铁路运输法院受审。6名被告中郭吉光为原济南铁路局主管运输的副局长，其他5名被告分别为2名调度员、1名车站值班员、1名车站助理值班员和1名火车司机。
2009年12月3日法院宣判：原北京机务段机车司机李振江、原王村站助理值班员崔和光、原王村站值班员张法胜、原济南铁路局调度所列车调度员蒲晓军、原济南铁路局调度所施工调度员郑日成、原济南铁路局副局长郭吉光身为铁路职工，违反铁路规章制度，导致发生特别重大交通事故，后果特别严重，均构成铁路运营安全事故罪。判处李振江有期徒刑4年6个月；判处崔和光有期徒刑4年；判处张法胜有期徒刑3年6个月；判处蒲晓军有期徒刑3年，缓刑5年；判处郑日成有期徒刑3年；判处郭吉光有期徒刑3年，缓刑3年。

## 媒體评论
- 英国金融时报认为，该起事故暴露出中国的铁路系统亟需升级，但是资金不足是其面临的主要问题。

- 新华社认为该事故的发生是“基层安全意识薄弱，现场管理存在严重漏洞，安全生产责任没有得到真正落实”导致的。[10]

## 列车资料

### T195次

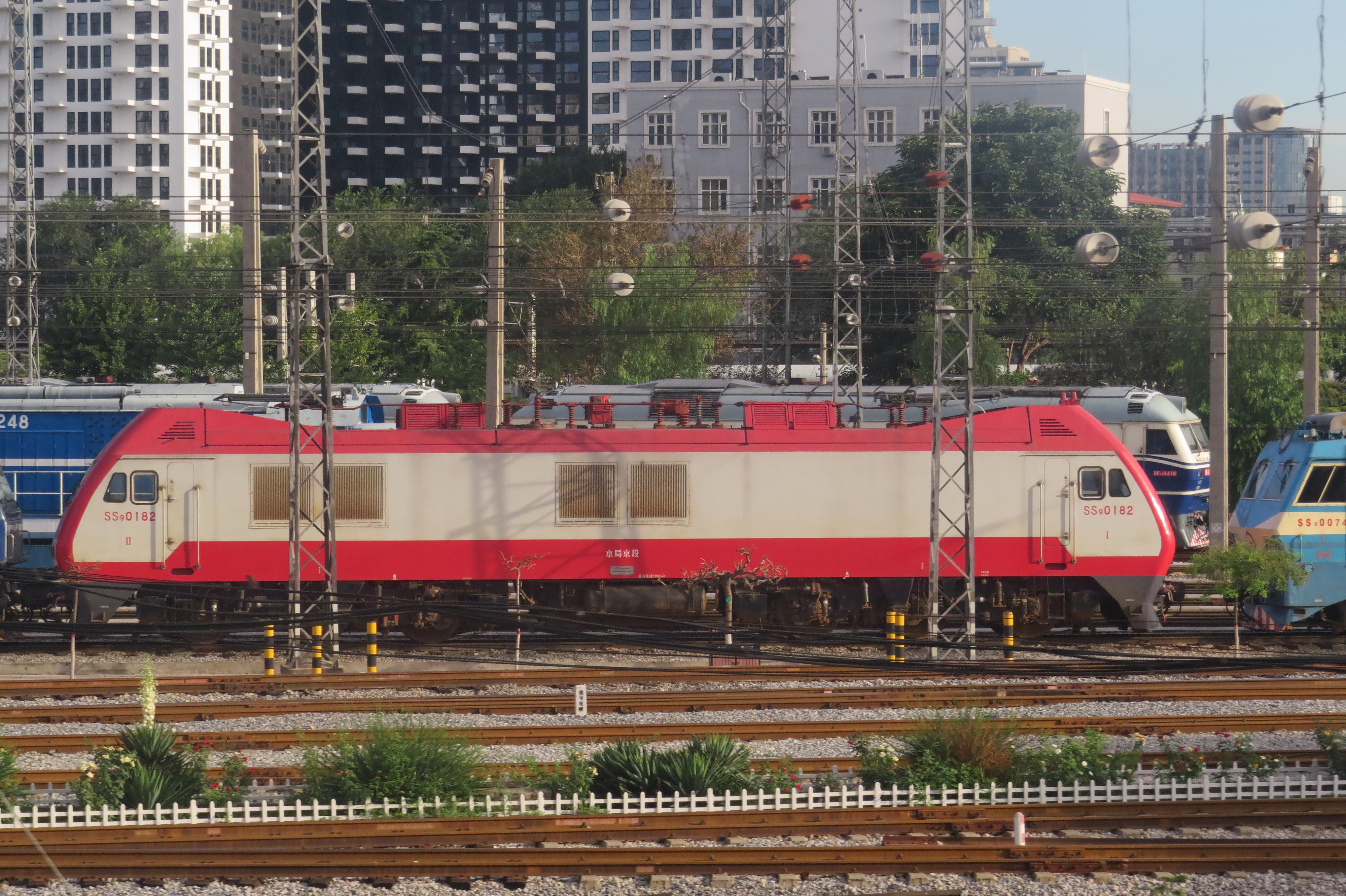
SS9G-0182号机车在事发时未脱轨，截至2016年8月仍在运用

T195次是新型空调特快旅客列车，乘务隶属于济南铁路局青岛客运段，是六列“帆船之都·青岛”奥运宣传列车之一，并注册了“海之情”服务类商标。事发时该车由北京铁路局北京机务段所属的韶山9型0182号电力机车牵引。
T195次北京站发车时间为22:50，终到青岛四方站时间为次日07:24，到达淄博站的时间为次日04:19。事故发生时列车已至少晚点20分钟。
T195次采用25K车底，全车编组17辆，车底隶属济南铁路局济南车辆段青岛运用车间，事故後至少有9辆報廢。编组为：
| 编组     | 1             | 2－6      | 7       | 8         | 9         | 10－16    | 17        |
| 车型     | KD 空调发电车 | YZ 硬座车 | CA 餐车 | RW 软卧车 | RW 软卧车 | YW 硬卧车 | XL 行李车 |
| 事故情况 | 未脱轨        | 未脱轨    | 未脱轨  | 未脱轨    | 脱轨      | 脱轨      | 脱轨      |

2008年8月1日起，T195/196次列車正式停運。

### 5034次
5034次是一列由烟台开往徐州的普通旅客快车，乘务隶属于上海铁路局南京客运段徐州客运车间。车底采用22B混25B车底，全车编组19辆，隶属上海铁路局合肥车辆段徐州运用车间，与金华西——烟台的2584/2581、2582/3次列车套跑。事故後有5辆客车报废。
5034次烟台站发车时间为21:50，终到徐州站时间为次日09:48，到达淄博站的时间为次日03:52。事发时该车晚点约10—15分钟。
出事时5034次由东风11型内燃机车（DF11）牵引，机车编号为DF11-0400，原隶属济南铁路局济南机务段，事故後報廢。

## 类似事故
- 中华人民共和国铁路事故列表

### 超速肇祸
- JR福知山线出轨事故：2005年4月23日发生在日本兵库县尼崎市，司机因误点超速造成列车出轨并撞击路旁大楼，造成107人死亡，562人受伤。
- 2015年费城火车出轨事故：2015年5月12日发生在美国宾州费城附近所发生的重大火车出轨事故。 一辆由华府往纽约的188次载客列车，在行经该地时，疑似因转弯时时速超过100英里（或160公里），导致车速过快而出轨。 已知事故至少造成8人死亡，超过200人受伤，其中11人重伤。[19]
- 2018年宜蘭普悠瑪列車出軌事故：2018年10月21日16時50分發生在臺灣鐵路宜蘭線新馬車站附近的普悠瑪自強號脫軌事故[20]。該次事故造成全車共有18人死亡[21]，193人受傷[22]。

### 網上輿論
- . 超級大本營軍事論壇. 2008-04-28  [2020-05-08]. （原始内容存档于2020-05-08）.

### 事故动画
- 胶州铁路事故动画，最新清晰載點是優酷視頻（页面存档备份，存于），次之為搜狐視頻（利用西安迈高数字公司模擬動畫制作）

### 新聞網站专题报道
- .   [2008-04-28]. （原始内容存档于2020-05-08）.
- .   [2008-04-28]. （原始内容存档于2020-05-08）.
- .   [2020-05-08]. （原始内容存档于2020-05-08）.
- .   [2008-05-03]. （原始内容存档于2008-05-04）.
- . CNN. 2008-04-28  [2008-04-30]. （原始内容存档于2008-10-07） （英语）.